# Marina Wallner
Marina Wallner (Traunstein, 7 novembre 1994) è un'ex sciatrice alpina tedesca.

## Biografia
Marina Wallner, originaria di Inzell e attiva in gare FIS dal dicembre del 2009, ha esordito in Coppa Europa il 10 febbraio 2012 nello slalom speciale di Bad Wiessee, piazzandosi 33ª, e in Coppa del Mondo il 16 novembre 2013 ottenendo il 16º posto nello slalom speciale di Levi. Un mese dopo, il 14 dicembre, ha conquistato il primo podio in Coppa Europa arrivando 2ª nello slalom parallelo disputato a San Vigilio; il 21 febbraio 2014 ha quindi colto la prima vittoria nel circuito continentale, nello slalom speciale di Bad Wiessee. Ai Mondiali juniores di Jasná 2014 ha vinto tre medaglie di bronzo: nello slalom speciale, nella supercombinata e nella gara a squadre.
Ai Mondiali di Sankt Moritz 2017, sua unica presenza iridata, si è classificata 17ª nello slalom speciale; l'11 marzo dello stesso anno ha colto a Squaw Valley nella medesima specialità il miglior piazzamento in Coppa del Mondo (7ª). L'anno dopo in Coppa Europa ha conquistato in slalom speciale l'ultima vittoria (il 14 gennaio a Zell am See) e l'ultimo podio (2ª il 25 gennaio a Melchsee-Frutt) e ha preso parte ai suoi unici Giochi olimpici invernali: a Pyeongchang 2018 si è classificata 19ª nello slalom speciale e 5ª nella gara a squadre. Si è ritirata al termine della stagione 2020-2021 anche a causa di numerosi infortuni; la sua ultima gara è stata lo slalom speciale di Coppa del Mondo disputato il 3 gennaio a Zagabria Sljeme, nel quale la Wallner non si è qualificata per la seconda manche.

## Palmarès

### Mondiali juniores
- 3 medaglie:
  - 3 bronzi (slalom speciale, supercombinata, gara a squadre a Jasná 2014)

### Coppa del Mondo
- Miglior piazzamento in classifica generale: 68ª nel 2017

#### Coppa del Mondo - gare a squadre
- 2 podi:
  - 1 secondo posto
  - 1 terzo posto

### Coppa Europa
- Miglior piazzamento in classifica generale: 15ª nel 2014
- 12 podi:
  - 3 vittorie
  - 6 secondi posti
  - 3 terzi posti

#### Coppa Europa - vittorie
| Data             | Località    | Paese    | Specialità |
| ---------------- | ----------- | -------- | ---------- |
| 21 febbraio 2014 | Bad Wiessee | Germania | SL         |
| 30 novembre 2017 | Funesdalen  | Svezia   | SL         |
| 14 gennaio 2018  | Zell am See | Austria  | SL         |

Legenda:

SL = slalom speciale

### Campionati tedeschi
- 4 medaglie[2]:
  - 1 oro (supergigante nel 2014)
  - 2 argenti (discesa libera nel 2014; slalom speciale nel 2017)
  - 1 bronzo (discesa libera nel 2013)